# Big Week

Emblem der Mighty Eighth

Mit Big Week (engl. für Große Woche, Codebezeichnung: Operation Argument) wurde eine Reihe alliierter Luftangriffe während des Zweiten Weltkrieges auf speziell ausgewählte Ziele der deutschen Rüstungsindustrie zwischen dem 20. und dem 25. Februar 1944 bezeichnet. Dafür setzten die Amerikaner (USAAF) und die Briten (RAF) rund 6.000 Bomber und 3.670 Begleitjäger ein. Mit der Big Week begann der entscheidende Abschnitt des alliierten Luftkriegs gegen das Deutsche Reich. Amerikaner und Briten beabsichtigten, die deutsche Luftwaffe planmäßig durch Zerstörung der Flugzeugwerke und durch eine Abnutzungsschlacht gegen die Jagdflugzeuge zu vernichten.

## Vorgeschichte
Seit den Luftkämpfen über dem Ärmelkanal und über Großbritannien im Sommer 1940, die später als die „Luftschlacht um England“ in die Geschichte eingegangen sind, hatten pausenlose alliierte Operationen Kräfte der deutschen Luftwaffe an der Westfront gebunden.
Zunächst führte die RAF gemischte Verbände aus wenigen mittelschweren Bombern und bis zu 240 Jagdflugzeugen über Ziele der deutschen Rüstung im deutschbesetzten Frankreich. Diese Formationen, von den Briten auch CIRCUS genannt, hatten den Zweck, die deutschen Abfangjäger aufzubringen und in Luftkämpfe zu verwickeln. Die dahinterstehende Absicht war, gleich wie in der „Luftschlacht um England“ mit umgekehrten Vorzeichen, die deutsche Luftverteidigung durch Abnutzung zu schwächen.
Durch den Kriegseintritt der USA im Dezember 1941 bekam die Materialschlacht in Europa neue Dimensionen. Viermotorige Bomber mit starker Abwehrbewaffnung wurden unablässig von den USA über Grönland und Island nach Großbritannien eingeflogen, um sie dort zu stationieren (Flugzeugträger England).
Während die RAF die Nachtangriffe gegen Ziele in Deutschland intensivierte und die CIRCUS-Operationen bei Tag fortsetzten, bereiteten die Kräfte der 8th Air Force (Mighty Eighth) Tagangriffe mit und ohne Begleitjäger vor.
Die Konferenz von Casablanca 1943 führte zu einem offenen Aufeinandertreffen zweier Auffassungen über den zu führenden Bombenkrieg gegen Deutschland. Während der Oberbefehlshaber des Bomber Command der RAF strikt Nachtangriffe forderte, war der Kommandeur der 8th Air Force Major General Ira Eaker nicht von der Tagbomber-Strategie abzubringen. Letztendlich einigte man sich auf die „Combined Bomber Offensive“ (CBO) (dt. „Kombinierte Bomberoffensive“), die eine Aufteilung der Einsätze zwischen RAF (Nacht) und USAAF (Tag) festlegte. Theoretiker des strategischen Bombenkrieges glaubten, Deutschland allein aus der Luft zur Aufgabe zwingen zu können. Verlustreiche Nachtangriffe vor allem gegen Berlin waren die Folge. Auch die Tagangriffe der USAAF gegen Ziele der Rüstungsindustrie im Ruhrgebiet verliefen wegen heftiger Gegenwehr der Luftwaffe äußerst verlustreich. Nach der äußerst verlustreichen Operation Double Strike im August 1943 verzichtete die USAAF vorerst auf Einsätze tief im Feindesland.
Im Januar 1944 trat General Dwight D. Eisenhower, vom Kriegsschauplatz am Mittelmeer kommend, sein Kommando über die alliierten Streitkräfte in England an, um die Operation Overlord, die Invasion in der Normandie zu leiten. Mit ihm kam als Mitglied des „Air Teams“ Lt. Gen. James H. Doolittle, der die 8th Air Force von Lt. Gen. Eaker übernahm.
Von nun an wurden die Prioritäten anders gesetzt: Das Ziel der kommenden Angriffe war nun die Bekämpfung der deutschen Jagdflugzeuge, da die Luftherrschaft über den Operationsgebieten der Invasion unbedingt erforderlich war. Doolittle gab in diesem Sinne den Befehl an die Begleitjäger, nach abgeschlossenem Begleiteinsatz den deutschen Jagdflugzeugen bis zu ihren Stützpunkten zu folgen und sie bei Start und Landung anzugreifen.
Die Vorbereitungen für „Big Week“ begannen bereits Ende 1943 unter dem Codenamen Argument. Die Operation sollte anlaufen, sobald das Wetter es zuließ.

## Ziele
Hauptziel dieses großangelegten Bombardements war die dauerhafte Zerschlagung der deutschen Flugzeugproduktion durch Zerstörung insbesondere der Endmontagewerke.
Man erwartete massive Gegenwehr seitens der deutschen Jagdwaffe, vor allem der erfahrenen Piloten der an der Kanalküste stationierten Jagdgeschwader 2 und Jagdgeschwader 26. Durch Verwicklung in Luftkämpfe mit den nun zur Verfügung stehenden Langstreckenjägern des Typs P-51 Mustang, unterstützt von anderen Kurz- und Mittelstreckenjägern, erhoffte man sich die Niederringung der deutschen Jagdwaffe in einer einzigen Woche.
Weiteres Ziel der intensivierten Angriffe im Rahmen des strategischen Luftkrieges war die Brechung von Moral und Kriegswillen der deutschen Bevölkerung und hier im Wesentlichen der Zivilbevölkerung.
Die in Großbritannien stationierte 8th Air Force, die in Italien stationierte 15th Air Force sowie die RAF sollten Präzisionsangriffe durchführen, um entsprechende Angriffe täglich über eine ganze Woche hinweg auch bei größten Risiken und zu erwartenden schwersten Verlusten an Mensch und Material auszuführen.

## Ablauf

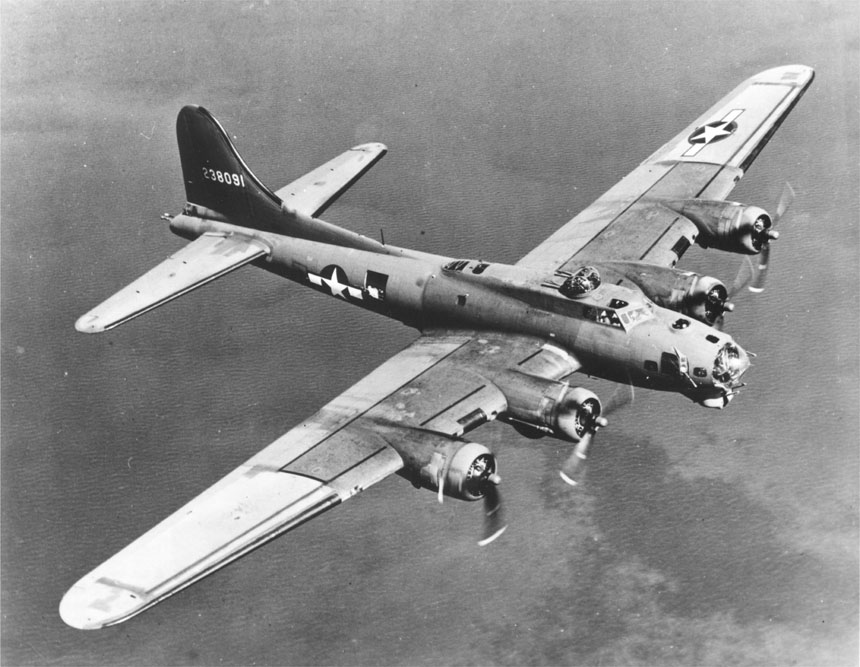
B-17 Flying Fortress

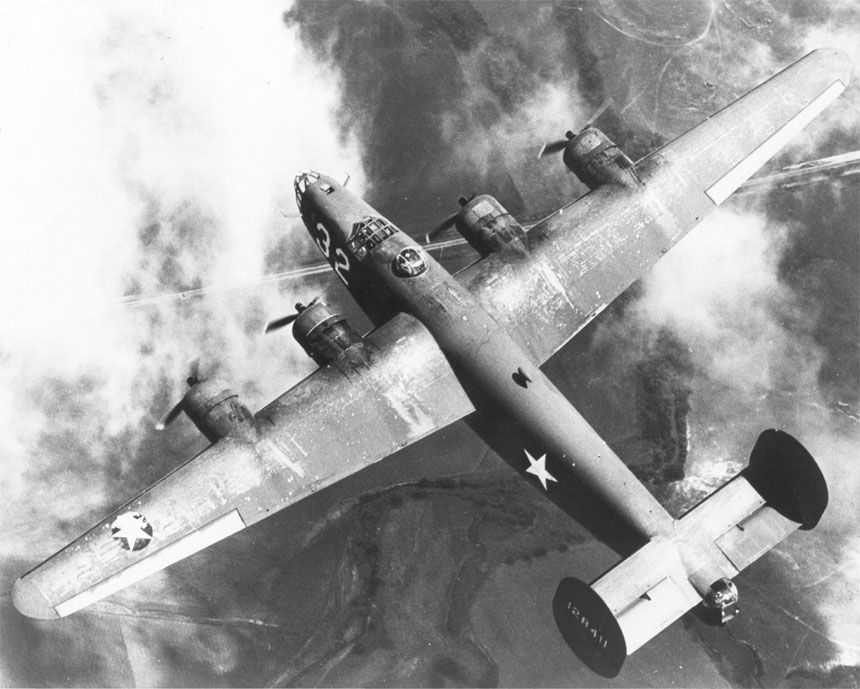
B-24 Liberator

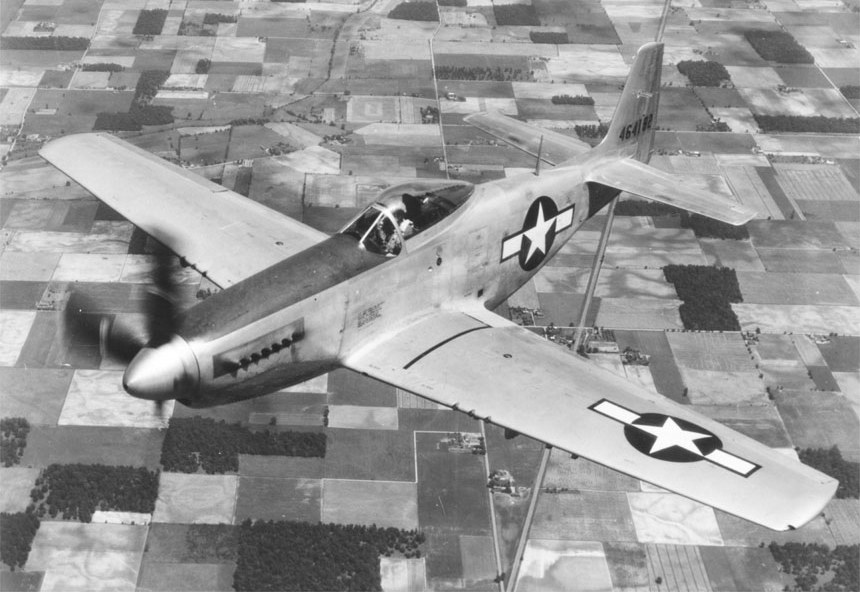
P-51 Mustang

Der 20. Februar 1944, ein Sonntag, wurde wegen der prognostizierten günstigen Großwetterlage als Startdatum gewählt. Major-General Anderson im Hauptquartier United States Strategic Air Forces in Europe (USSTAF) gab den Angriffsbefehl. Der zu diesem Zeitpunkt bereits berühmte US-General Doolittle sandte 1.003 schwere US-Bomber vom Typ B-17 und B-24, geschützt von Hunderten Begleitjägern (hauptsächlich P-47 Thunderbolt) gegen zwölf Ziele in Deutschland und besetzten Gebieten.
Am ersten Tag der Großen Woche griffen die Bomber und Jagdflugzeuge zunächst Flugzeugfabriken und Eisenbahnanlagen in Braunschweig, Oschersleben (AGO), Helmstedt (Ausweichziel an Stelle des Junkers-Werkes Halberstadt, das unter dichten Wolken lag) und Leipzig (Erla-Werke) an, außerdem den Flugplatz Tutow mit dem Arado-Montagewerk sowie im besetzten Polen das Focke-Wulf-Werk in Posen („Reichsgau Wartheland“). Die Einsätze vom 20. Februar 1944 waren die bis dahin größte strategische Angriffsoperation der USAAF in Europa. Vorher waren bereits Magdeburg, Berlin und Hamburg zum Ziel geworden.
Die Ziele in Braunschweig waren zwei Fabriken der MIAG, in denen Teile für die Messerschmitt Bf 110 produziert wurden. 76 US-Maschinen vom Typ B-24 Liberator sollten dieses Ziel angreifen. Gegen 13:30 Uhr waren sie über Braunschweig; allerdings war die Wolkendecke über der Stadt zu tief, sodass der größte Teil der Bombenlast auf Wohngebiete in der Stadt, die Wilke- und Luther-Werke sowie die Maschinenfabrik Karges-Hammer, aber fast gar nichts auf die MIAG-Werke niederging. 110 Menschen in Braunschweig starben und 2.000 wurden obdachlos.
Zum ersten Mal im Luftkrieg meldeten dabei die Piloten der P-51 Begleitjäger, sie seien von deutschen Me 262-Düsenjägern angegriffen worden. Ob diese Sichtung den Tatsachen entsprach ist zweifelhaft; es könnten Übungsflüge der als „Blitzbomber“ vorgesehenen Maschinen gewesen sein. Keines der im Einsatz stehenden Jagdgeschwader war damals mit Me 262 ausgerüstet.
Am 21. Februar waren neben verschiedenen Flugplätzen in Norddeutschland Hauptangriffsziel die Niedersächsischen Motorenwerke (NIEMO) in Querum, ein Vorort Braunschweigs. Die NIEMO bauten Flugmotoren von Daimler-Benz und BMW in Lizenz: 1944 allein 6.000 Stück. Gegen 15.30 Uhr wurden sie von 81 Bombern angegriffen, die ca. 500 Sprengbomben mittleren Kalibers abwarfen. Auch hier verhinderte die Bewölkung wieder eine genaue Zielbestimmung, was dazu führte, dass das NIEMO-Werk kaum, dafür aber Wohngebiete und Äcker getroffen wurden. An diesem Tage wurden 26 Tote in Braunschweig registriert.
Am 22. Februar wurden 289 B-17 Bomber gegen Ziele der Luftfahrtindustrie geschickt: Die Junkers-Werke in Aschersleben (34 Maschinen), Bernburg-Strenzfeld (47 Flugzeuge) und Halberstadt (18 Maschinen). 15 Flugzeuge griffen das BRABAG-Hydrierwerk und Krupp-Gruson in Magdeburg an. Als „Target of opportunity“ (Gelegenheitsziele) wurden bombardiert: Bünde (32 Maschinen) sowie Wernigerode (19) und Marburg (9 Maschinen).
Die 15th Air Force aus Foggia (Italien) bombardierte die Messerschmitt-Werke in Regensburg-Prüfening und Obertraubling sowie die zu den Reichswerken „Hermann Göring“ gehörenden Fabriken von Steyr Daimler Puch in Steyr (Oberösterreich).
Am 24. Februar waren Tagziele der Amerikaner die Gothaer Waggonfabrik (Gotha) und erneut das Focke-Wulf-Werk in Posen-Kreising. Die Briten bombardierten in der Nacht Kugellagerfabriken in Schweinfurt.
Am nächsten Tag folgten zwei weitere Angriffe auf Schweinfurt: Die Amerikaner am Tage, die Briten wieder nachts. Diese Taktik wurde von den Alliierten als Double blow (dt.: Doppelschlag) bezeichnet und erwies sich als recht wirkungsvoll.
Ebenfalls am 25. wurde bei einem Angriff auf Fürth das Flugzeug-Reparaturwerk Bachmann, von Blumenthal & Co. KG zum Ziel. Das gleiche Schicksal teilte Augsburg, wo das Messerschmitt-Werk durch einen Angriff von ca. 600 Bombern zerstört werden sollte.

## Ergebnis
Insgesamt flog die Mighty Eighth während der Big Week 3.300 Kampfeinsätze; die 15th Air Force 500 und die RAF unterstützte durch fünf Nachtangriffe.
Die 8th und die 15th Air Force verloren in dieser einen Woche 226 Bomber und 28 Jäger mit zusammen 2.600 Mann Besatzung. Die britischen Verluste beliefen sich auf 157 Flugzeuge.
Vor allem am letzten Tag und bei den Angriffen auf Augsburg (USAAF bei Tag) und auf Nürnberg (RAF bei Nacht) waren die Verluste der Alliierten groß – größer als zu erwarten und zu verkraften war. So verlor die 15. US-Luftflotte, die aus Italien anflog, 19 % ihrer Flugzeuge und die RAF über Nürnberg 6,6 % bei Nacht. Das Ergebnis war, dass auf die deutsche Flugzeugindustrie bis auf weiteres keine Angriffe mehr geflogen wurden.
Die deutsche Luftwaffe verlor im Februar 1944 insgesamt 225 Piloten durch Tod und 141 durch Verwundung. Insgesamt gingen auf deutscher Seite 258 Jagdmaschinen während der Big Week verloren.
Über exakte Verluste der deutschen Zivilbevölkerung gibt es auch kaum verlässliches Material, da von deutscher Seite kein direkter Zusammenhang mit der Big Week hergestellt werden konnte. Verluste unter Kriegsgefangenen, Zwangsarbeitern und KZ-Häftlingen liegen überhaupt nicht vor, da über sie so gut wie nie Statistiken geführt wurden.
Die deutsche Flugzeugproduktion wurde zwar durch die Angriffe um etwa zwei Monate zurückgeworfen, sie sank von 2.077 (Januar 1944) auf 1.671 im Februar, was aber bei weitem nicht den Erwartungen der Alliierten entsprach. Im März 1944 war sie bereits wieder bei 200 Maschinen mehr als im Januar und im Juni 1944 wurden doppelt so viele Kampfflugzeuge wie im Februar produziert.
Zudem führte die Big Week dazu, dass die deutsche Flugzeugproduktion noch mehr (als bis dahin bereits geschehen) dezentralisiert bzw. ausgelagert wurde, so dass 1944 auf deutscher Seite der höchste Ausstoß an Jagdflugzeugen während des gesamten Krieges erreicht wurde. Hermann Göring räumte nach dem Krieg ein, dass die Qualität unter der Massenproduktion litt, vor allem unter der dezentralen Endfertigung. Mitte 1944 häuften sich Beschwerden der deutschen Piloten über mangelnde Qualität der Jagdflugzeuge. Auch waren nach den Aussagen Görings die Verantwortlichen im Rüstungsministerium, das unmittelbar nach Big Week für die Flugzeugproduktion zuständig gemacht wurde, mehr an hohen Stückzahlen von Jagdflugzeugen als an der Produktion von Ersatz- und Verschleißteilen interessiert. Die Einsatzbereitschaft der Einheiten fiel teilweise unter 50 %. 1945 wurde die Endmontage wieder zentralisiert.
Die deutsche Jagdwaffe konnte also während einer Woche nicht völlig zerstört werden, der Verlust an kampferfahrenen Piloten der Tagjagd war aber verheerend. In nur einem Monat büßte die Luftwaffe 17,9 % ihrer Jägerpiloten ein. Die alliierten Luftstreitkräfte konnten daraus schließen, dass sie die Luftherrschaft erringen konnten, wann und wo immer sie es anstrebten.
Die Erfolge der deutschen Nachtjagd waren allerdings alarmierend und hatten im März 1944 ihren Höhepunkt, als in einer Nacht 95 Bomber der RAF bei einem der Luftangriffe auf Nürnberg abgeschossen wurden. Dieses ungleiche Tag/Nacht-Verhältnis zog sich durch bis nach der Invasion am 6. Juni 1944: Den Alliierten gehörte der Himmel uneingeschränkt am Tag, der Luftwaffe zumindest teilweise in der Nacht.
Die angestrebte Demoralisierung der Zivilbevölkerung war zwar teilweise bemerkbar und drückte sich beispielsweise in der zunehmenden Verbreitung von politischen Witzen als bitterer Kritik am Krieg führenden Regime aus, hatte aber darüber hinaus keine für die Alliierten vorteilhafte Wirkung. Die NS-Propaganda nutzte die Verzweiflung der ausgebombten Bevölkerung für die Umsetzung ihrer Parolen vom „totalen Krieg“. Man erhoffte sich die schnelle Beendigung des Krieges und damit des Leidens größtenteils vom Einsatz der lang versprochenen „Wunderwaffen“.